# Tintinnabulum (Bronzezeit)

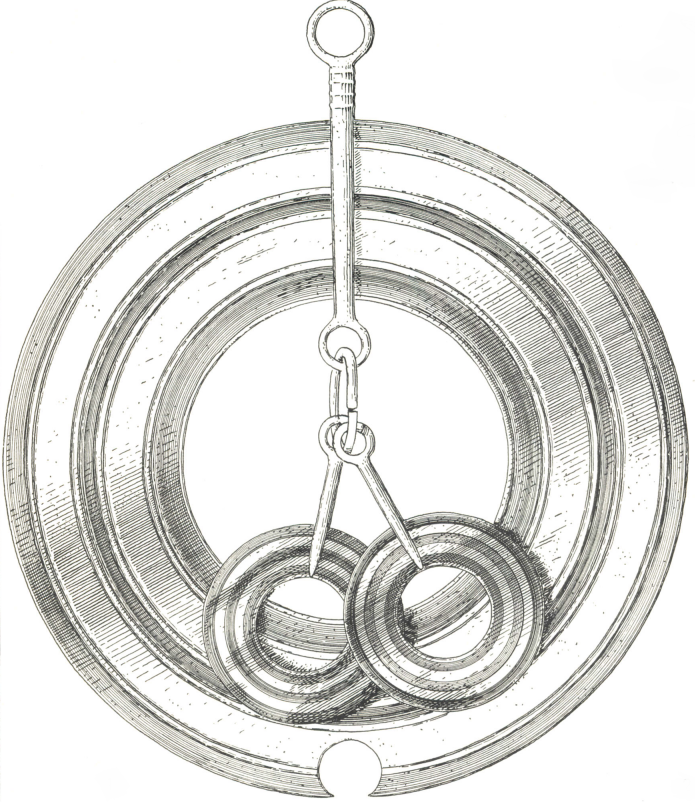
Tintinnabulum vom Eichenborn-Depotfund in Wallerfangen 1850 (Quelle: Skizze H. Maisant 1971)

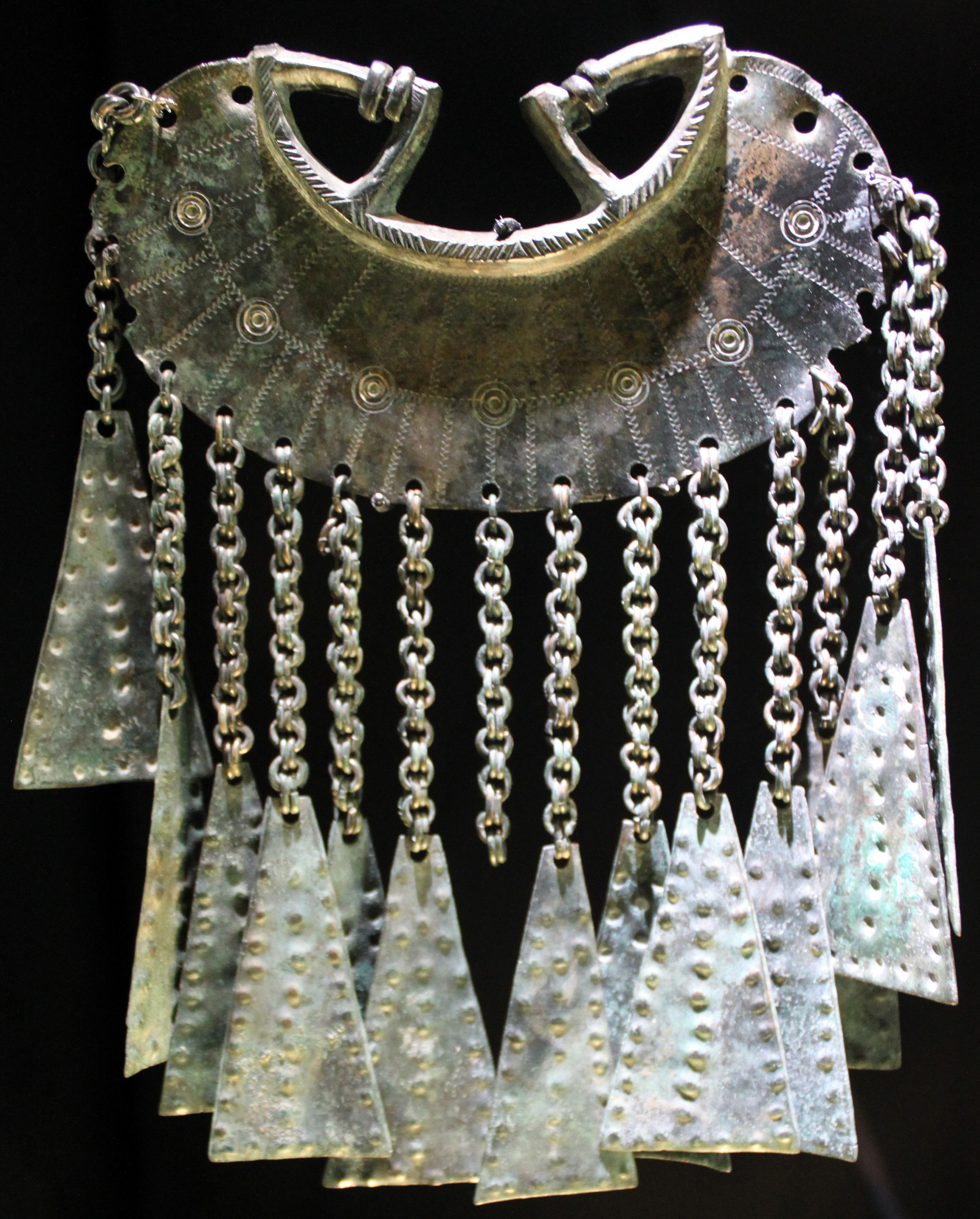
Tintinnabulum, Landesmuseum Württemberg

Das Tintinnabulum (lateinisch für „Klingel“, „Schelle“), auch übersetzt mit Klangblech, Schallblech, Klapperblech oder Klappergehänge, ist ein Objekt der Bronzezeit. Obwohl die Bezeichnung einvernehmlich in Richtung eines Klangerzeugers, instrumentenkundlich einer Pendelrassel geht, ist die eigentliche Verwendung bislang noch unbekannt.
In einer der ersten Fundbeschreibungen von Viktor Simon 1851 (Archäologe aus Metz) wurde das Objekt noch mit crepitaculum (lateinisch für Rassel, Klapper) beschrieben. Das Verbreitungsgebiet der Fundstellen erstreckt sich hauptsächlich über einen Gürtel des mittleren bis zum nordwestlichen Europa, wobei vollständige geborgene Instrumente sehr selten sind, insgesamt sind derzeit rund 20 Exemplare bekannt. In vielen Depotfunden sind lediglich einzelne Komponenten oder Fragmente von Klangblechen gefunden worden. Bemerkenswert ist die Konzentration derartiger Funde im saarländisch-lothringischen Grenzgebiet.

## Zeitliche Einordnung
Tintinnabula wurden in Westeuropa von der mittleren und späten Bronzezeit bis zur frühen Eisenzeit (ca. 1000 bis 500 v. Chr.) belegt, der überwiegende Teil wird in die Stufe Hallstatt-B datiert und steht im Zusammenhang mit der Urnenfelderkultur.

## Material
Die Bleche der Tintinnabula bestehen ausnahmslos aus Bronze. Verwendet wurde überwiegend echte Zinnbronze mit Zinnanteilen zwischen 2 % und 18 %, allerdings sind die Legierungen typischerweise, teils wohl bewusst, teils unbewusst, mit weiteren Metallen versetzt wie z. B. Blei, Zink, Arsen, Nickel usw. Dies lag aber oft auch in der Verwendung ungeschiedener Rohmetalle, welche schon eine natürliche Durchsetzung mitbringen.
Auch innerhalb der Instrumente weisen die einzelnen Komponenten (Große Scheibe, kleine Scheiben, Radialstab und Ösen) oft verschiedene Legierungverhältnisse auf. Die Bronzestäbe sind meist etwas höher legiert als die Scheiben, dies könnte fertigungstechnische, verschleißvorbeugende, aber auch optische Gründe haben, kann aber auch einfach mit den gerade verfügbaren Ausgangsmaterialien zusammenhängen.
Die Legierung des Wallerfanger Eichenborn-Tintinnabulums besteht beispielsweise aus Bronze mit Zinnanteilen von 7,96 bis 11,26 % und 0,43 bis 0,87 % Blei.

## Fertigung
Der Grundaufbau der Tintinnabula ist erstaunlich gleich, sie bestehen immer aus einer großen, vom Mittelpunkt aus kreisrund durchbrochenen Scheibe, einem Radialstab mit einer äußeren (meist größeren) und einer inneren Öse, an welcher die beiden kleineren Scheiben aufgehängt sind. Die kleinen Scheiben sind meist sozusagen eine Art Reduktion/Miniatur der großen Scheibe.
Grundsätzlich gibt es mehrere Fertigungstechniken bei den verschiedenen Klangblechen. Die Hauptscheiben sind oft gegossen, teilweise geschmiedet, die Applikationen teilweise mitgegossen, an- bzw. aufgegossen (eine frühe Form des Hartlötens bzw. Feuerschweißens, je nach Verwendung von Lot oder Flussmittel) oder einfach genietet (verdeckte Stabnieten).
Abgesehen davon fallen (bis auf wenige Ausnahmen) zwei besondere Gemeinsamkeiten auf:
1. Die konzentrischen Rillen sind bei fast allen kompletten Instrumenten in gleicher, typischer Anordnung aufgebracht, drei leicht verzierte Felder durch Doppellinien begrenzt, unterbrochen von zwei undekorierten, aber etwa gleich großen Ringfeldern.
Die Verhältnisse und die Anordnung der konzentrischen Linien sind verblüffend ähnlich, wären es nur Dekorationen hätte es unendlich viele Möglichkeiten gegeben, es liegt also nahe, dass die Vertiefungen einen anderen Sinn hatten!
2. Meist auf der 6-Uhr-Position befindet sich ein Loch, in der Regel etwas kleiner als der Innendurchmesser der kleinen Scheiben (franz. auch fenêtre = Fenster, ein Begriff auf den wir später nochmal zurückkommen werden) in leicht variierender Größe. Auch diese mysteriösen Löcher sind bisher noch nicht schlüssig gedeutet worden.
Die Größe der Tintinnabula ist relativ verschieden, die großen Scheiben haben einen Durchmesser von ca. 180–300 mm, die kleinen zwischen 60 und 120 mm. Das Gesamtgewicht variiert entsprechend zwischen 500 und 1100 Gramm.

## Verwendung
Die genaue Funktion dieser Objekte ist ungeklärt.
Die Verwendung als reines Klanginstrument ist zwar naheliegend, aber nicht belegbar, da im Praxistest eindeutig festgestellt werden konnte, dass das zusammengesetzte Objekt (bei vertikaler Aufhängung) nicht wirklich klingen kann, da die Scheiben sich eigentlich nur behindern und den Schall gegenseitig absorbieren. Der Klang ist eher ein blechernes Scheppern.
Auffällig ist, dass sowohl die Größenverhältnisse der Komponenten, als auch die Anordnung der Teile an sich oft im Verhältnis 2:1 stehen und so das Prinzip der Oktave wiedergeben.
Dies trifft entsprechend auch bei der Vermutung zu, es könnte sich um Pferde- oder Wagenschmuck handeln, da viele Fundstücke mit Teilen von Wagen und Pferdegeschirren gefunden wurden. Eine Nutzung als Kultgerät wird ebenfalls erwogen, Günter Wegner sprach sie als Sonnensymbole an.

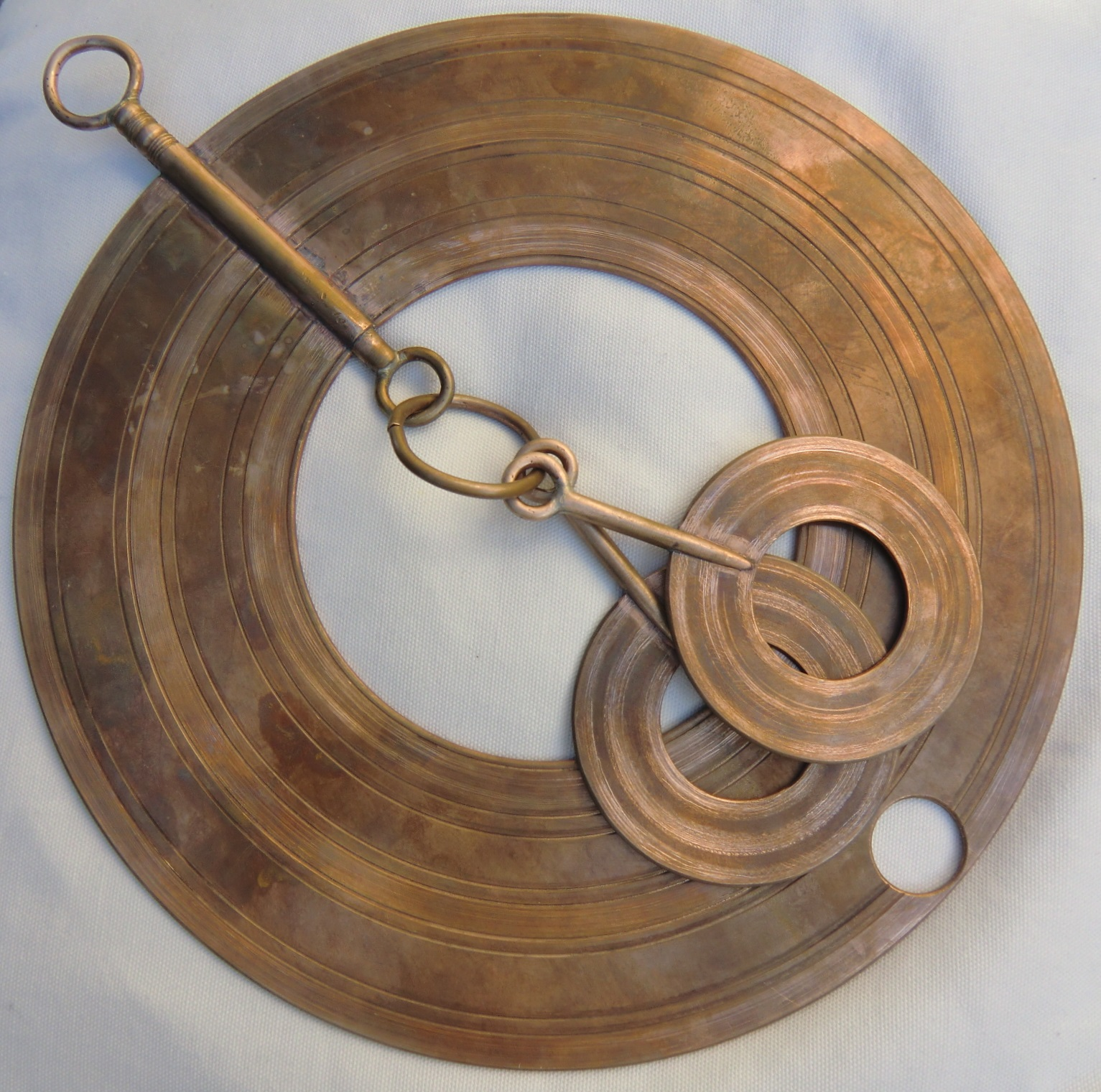
Gebrauchsfähige Reproduktion des Eichenborn-Tintinnabulums (Quelle: S. Michelbacher 2018)

## Reproduktion des Eichenborn-Tintinnabulums 2018
Das Eichenborn-Tintinnabulum, welches im Zusammenhang mit dem gleichnamigen Depotfund 1850 in Wallerfangen gefunden wurde, als eines der imposantesten Vertreter seiner Art, bot sich als Vorlage für eine Reproduktion an.
Ziel war eine Reproduktion eines Tintinnabulums im Zustand des Vergrabens vor ca. 3000 Jahren, also im vermeintlichen Gebrauchszustand und nicht der Fundzustand. Die 2018 angefertigte Reproduktion befindet sich im Historischen Museum Wallerfangen. Das Original liegt seit 1868 im Musée d’Archéologie Nationale in Saint-Germain-en-Laye.

### Der Eichenborn-Depotfund
Das Tintinnabulum als Teil des bronzezeitlichen Hortfundes wurde im Herbst des Jahres 1850 von einem Bauern namens Anton Boos auf dem Grundstück des Nikolaus Boos bei der Kartoffelernte in der Flur 22 „Eichenborn“ entdeckt. Bereits 1851 wurde der Fundkomplex von dem Metzer Archäologen und bedeutenden Sammler Victor Simon (eigentlich Charles-François-Victor Simon, 1797–1865) publiziert und besprochen. Eine Beschreibung lautet recht poetisch klingend, „…auf einem Hügel zwischen zwei Sümpfen“.
Fundbestandteile

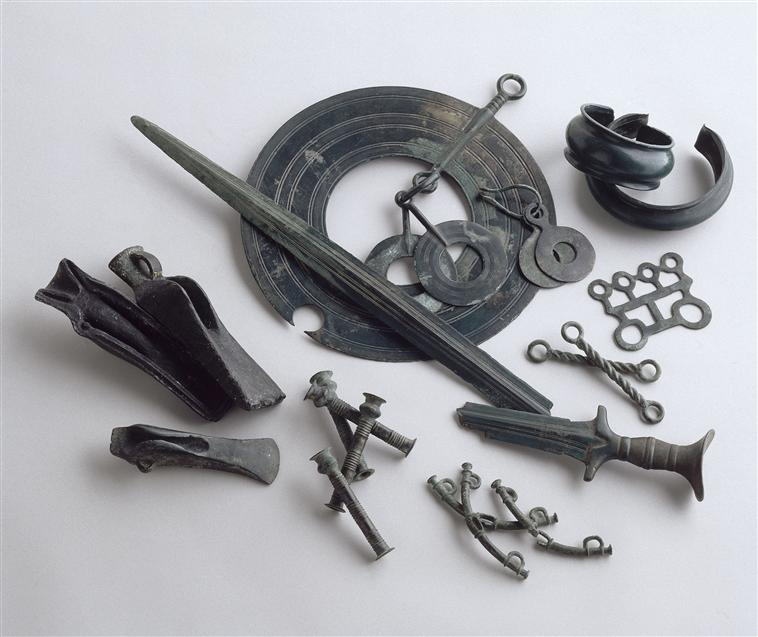
Ausschnitt dépot de vaudrevange = Wallerfangen 1 im Musée d’Archéologie Nationale in Paris St. Germain en Laye

Der Fund bestand damals aus mindestens 63 Teilen, darunter ein Schwert (sog. Mörigen-Typ), das der Bauer beim Pflügen leider zerbrach, 14 Arm- und Beinringe vom Typ Wallerfangen, 3 Lappenbeile, darunter eines vom Typ Homburg, 1 Tüllenbeil, 1 zweiteilige Bronzegussform für Beile vom Typ Homburg, 2 Phaleren, 2 Trensen und 4 Ösenknebel Typ Wallerfangen, 2 Spiralscheiben, verschiedene Beschlagteile und Drahtbronze sowie weitere, teils nicht definierte Artefakte, darunter 5 weitere kleine Scheiben, z. T. an einer Drahtöse, die als Rasiermesser-Anhänger oder als Wagenzubehör interpretiert werden.
Der Eichenborn-Depotfund wird der späten Bronzezeit / Jüngere Urnenfelderkultur (Hallstatt B3) zugeordnet und fällt somit in die Zeit um 850 v. Chr.
In Wallerfangen und Umgebung wurden bisher mindestens vier bestätigte Hortfunde und mehrere Einzelfunde aus der Bronzezeit entdeckt. Unter anderem wegen fehlender Bestattungsmerkmale (z. B. Urne, Knochenreste usw.) handelt es sich beim Eichenbornfund wahrscheinlich um ein sogenanntes Weihedepot, wofür auch das Vorhandensein eines Tintinnabulums spricht.
Besonders bemerkenswert ist die Tatsache, dass passend zu den Lappenbeilen eine zugehörige Gussform in dem Hort platziert wurde. Eine Verhüttung der Bronze im Fundgebiet ist wegen des Azuritbergbaus in Wallerfangen denkbar. Möglicherweise waren in der Bronzezeit die Vorkommen dieses lokalen und als Azurit, Blauerz, Bergblau oder Kupferlasur bekannten Kupfererzes noch so reichhaltig, dass sich dessen Verwendung zur tatsächlichen Kupferherstellung lohnte, während in römischer Zeit und in späteren Abbau-Perioden lediglich das sogenannte Wallerfanger Blau als Farbpigment genutzt wurde.
Keltische Bergbauspuren sind bisher nicht belegbar, dies mag wohl einerseits daran liegen, dass reichhaltige Vorkommen noch im Tagebau (an sog. Ausbissen) förderbar gewesen wären, und somit nicht viel Infrastruktur hinterlassen hatten, andererseits könnten frühe Bergbauunternehmungen in späteren Perioden (römisch -> Emilianus-Stollen, mittelalterlich, Periode Saur, Periode Paulshoffnung) auch einfach überprägt worden sein, wie in vielen Wallerfanger Azuritbergwerken immer wieder geschehen.
Durch Auswertung der Oxidationen auf dem Metall konnte nachgewiesen wurde, dass die Objekte sehr lange Zeit in oder unter Wasser gelagert waren und dann wohl umgebettet wurden. Warum dies geschah bleibt ein weiteres Rätsel!
Fundverbleib
Die Originale sind nicht in Wallerfangen verblieben. Der Bauer Nikolaus Boos übergab die ersten Funde sofort den damaligen Villeroy & Boch-Betriebsleitern Alexandre-Bartholomé Sthème de Jubécourt (1818–1889) und Auguste Jaunez (1799–1879), letzterer ließ unmittelbar darauf eine Grabung durchführen, denen beide Herren vorstanden. Die Fundstücke schenkten sie Victor Simon, einem Schwager Jaunez’. Nach dessen Tod und der damit verbundenen Sammlungsauflösung 1868 ersteigerte das Musée d’Archéologie Nationale in Saint-Germain-en-Laye rechtmäßig den kompletten Depotfund, dort wird er noch immer aufbewahrt. Später zog das Rheinische Landesmuseum Trier als für den Bereich zuständige Institution in Erwägung, Rückforderungsansprüche gegenüber Paris geltend zu machen, aber selbst zur Zeit des besetzten Frankreichs von 1940–45, sah man keine reale Chance, den rechtskräftigen Kaufvertrag für ungültig zu erklären und die Stücke „nach Hause“ zu holen. Bereits 1903 wurden in den Trierer Restaurierungswerkstätten sehr detailgetreue Repliken aus Gips gefertigt.
Wohl in den 1960er Jahren ließ Reinhard Schindler, damals Landeskonservator im Saarland, noch einmal einige Repliken anfertigen, die heute im Historischen Museum Wallerfangen ausgestellt sind.
Das Eichenborn-Tintinnabulum wird (wie auch die Armreife) in der wissenschaftlichen Welt offiziell als Referenzstück geführt und ist entsprechend klassifiziert als Tintinnabulum – Typ Wallerfangen.